# Союз ТМА-12
Союз ТМА-12 — російський пасажирський транспортний пілотований космічний корабель, на якому здійснено сорок перший пілотований політ до міжнародної космічної станції. Екіпаж сімнадцятої довгострокової експедиції до МКС. Перший політ потомственого (у другому поколінні) космонавта. Перший космонавт із Південної Кореї. Перша жінка-космонавт із Південної Кореї.

## Екіпаж
Екіпаж старту
- (Роскосмос) Сергій Волков (1)[4] — командир екіпажу
- (Роскосмос) Олег Кононенко (1) — бортінженер
- (KARI) Ї Со-йон (1) — учасник польоту

Екіпаж посадки
- (Роскосмос) Сергій Волков — командир екіпажу
- (Роскосмос) Олег Кононенко — бортінженер
- (НАСА) Річард Герріот — учасник польоту

Дублюючий екіпаж
- (Роскосмос) Максим Сураєв
- (Роскосмос) Олег Скрипочка
- (KARI) Ко Сан

## Підготовка до польоту
З польотом корабля «Союз ТМА-12» пов'язано кілька цікавих фактів. Екіпаж складають три новачка космічних польотів. Останній раз екіпаж космічного корабля «Союз» становили лише новачки в 1994 році — це був корабель «Союз ТМ-19», до екіпажу якого входили Юрій Маленченко і Талгат Мусабаєв. За всю історію польотів кораблів «Союз», тільки двічі три новачка становили екіпажі кораблів «Союз». Це було в 1969 році: в екіпаж корабля «Союз-5» входили Борис Волинов, Олексій Єлісєєв та Євген Хрунів; в екіпаж корабля «Союз-7» входили Анатолій Філіпченко, Владислав Волков та Віктор Горбатко.
Сергій Волков — син радянського космонавта Олександра Волкова. Сергій Волков стає першим у світі космонавтом у другому поколінні. Сергій Волков буде командиром 17-ї тривалої експедиції МКС і пробуде на станції до осені 2008 року. У жовтні 2008 року разом з наступним екіпажем МКС на станцію прибуде черговий космічний турист Річард Герріотт — син американського астронавта Овена Герріотта. Річард Герріотт стане другим у світі космонавтом у другому поколінні і в космосі він зустрінеться із Сергієм Волковим. Відбудеться символічна зустріч на орбіті перших двох космонавтів у другому поколінні.
В екіпаж корабля «Союз ТМА-12» входить перша жінка-космонавт із Південної Кореї Лі Со Ен. Вона пробуде на станції близько 11 діб і повернеться на Землю 20 квітня (планується) в кораблі «Союз ТМА-11» разом з Юрієм Маленченко і Пеггі Вітсон. Це буде перший випадок, коли в екіпажі корабля «Союз» будуть дві жінки і один чоловік.
Про участь у польоті Лі Со-йон стало відомо 10 березня 2008 року. До цього вона значилася в дублюючому екіпажі. Але після того як її співвітчизник Ко Сан був помічений у порушенні правил користування документами космічного центру, керівництво Роскосмосу, ухвалило рішення замінити його на Лі Со-йон. 
У 2007 році Ко Сан вивіз на батьківщину навчальний посібник. Тоді він назвав свій вчинок випадковою помилкою. У лютому 2008 року він отримав доступ до інформації під грифом ДСК, що не має відношення до його підготовки. Ко Сан не тільки ознайомився з ними, але і скопіював і переправив на батьківщину. За деякими відомостями, це були документи по управлінню кораблем «Союз». Як космонавт-дослідник знайомитися з ними він не мав права..
Південна Корея стає другою країною, перший космонавт якої — жінка. Як відомо першою такою країною є Велика Британія. 
19 березня 2008 року, після того як всі космонавти склали останній передпольотний іспит, склад основного і дублюючого екіпажів був офіційно затверджений.

## Демонтаж піроболта
10-11 липня 2008 року був проведений шестигодинний вихід у космос Сергія Волкова і Олега Кононенко (ВКД-20а, ISS EVA-20a), під час якого був оглянутий і демонтований піроболт 8Х55 одного з п'яти пірозамків (11Ф732 0101-0А1) спускного апарата Союзу ТМА-12. Даний пірозамок бере участь у відстиковці спускного апарата від приладно-агрегатного відсіку, і, ймовірно, через збій відбулися балістичні спуски Союзів ТМА-10 і ТМА-11 в 2007—2008 роках.
На час виходу в космос станція була законсервована. Астронавт Грегорі Шамітофф (МКС-17) під час операції перебував на борту Союзу.

## Галерея

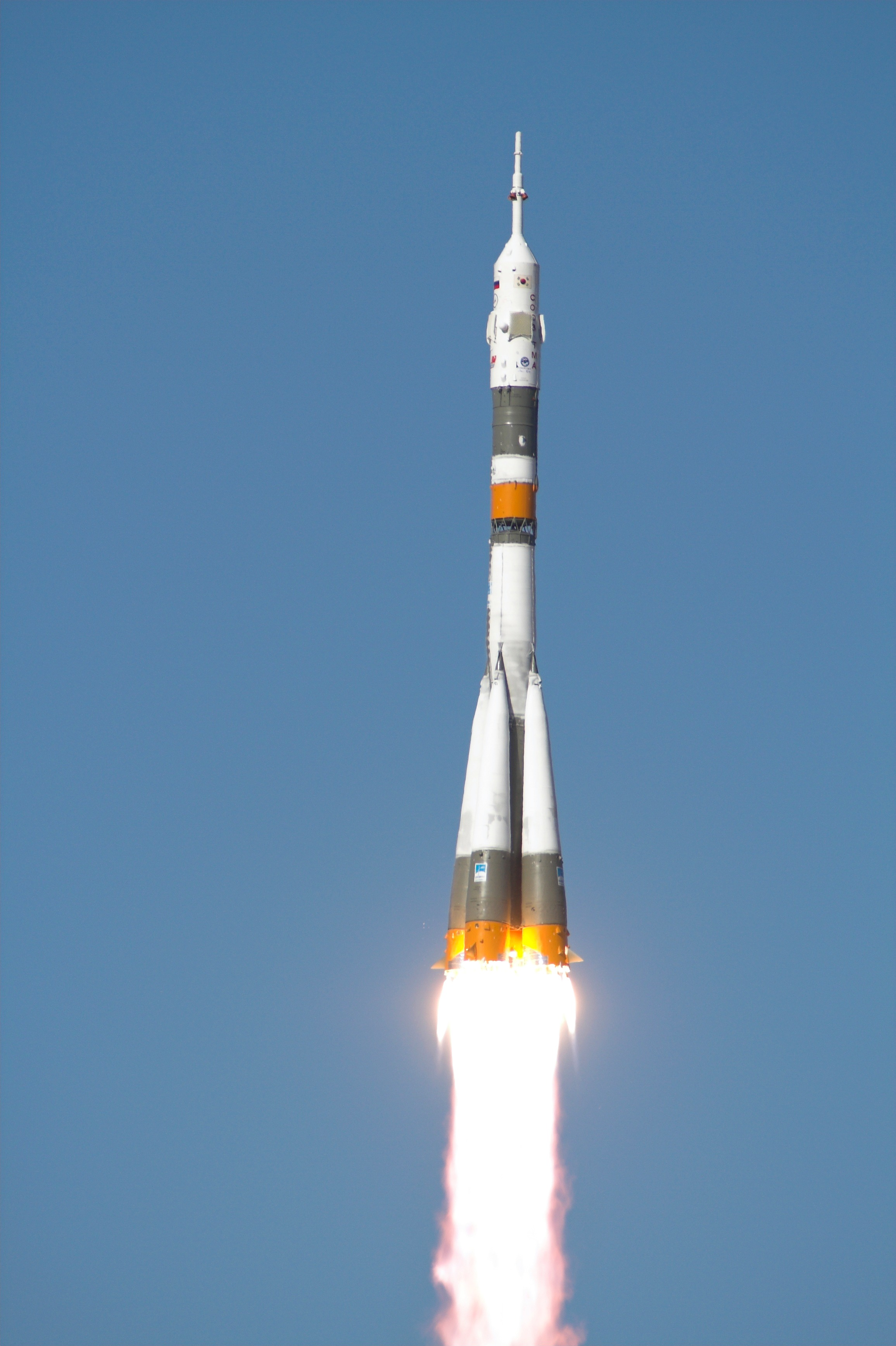
ТМА-12 стартує з космодрому Байконур.
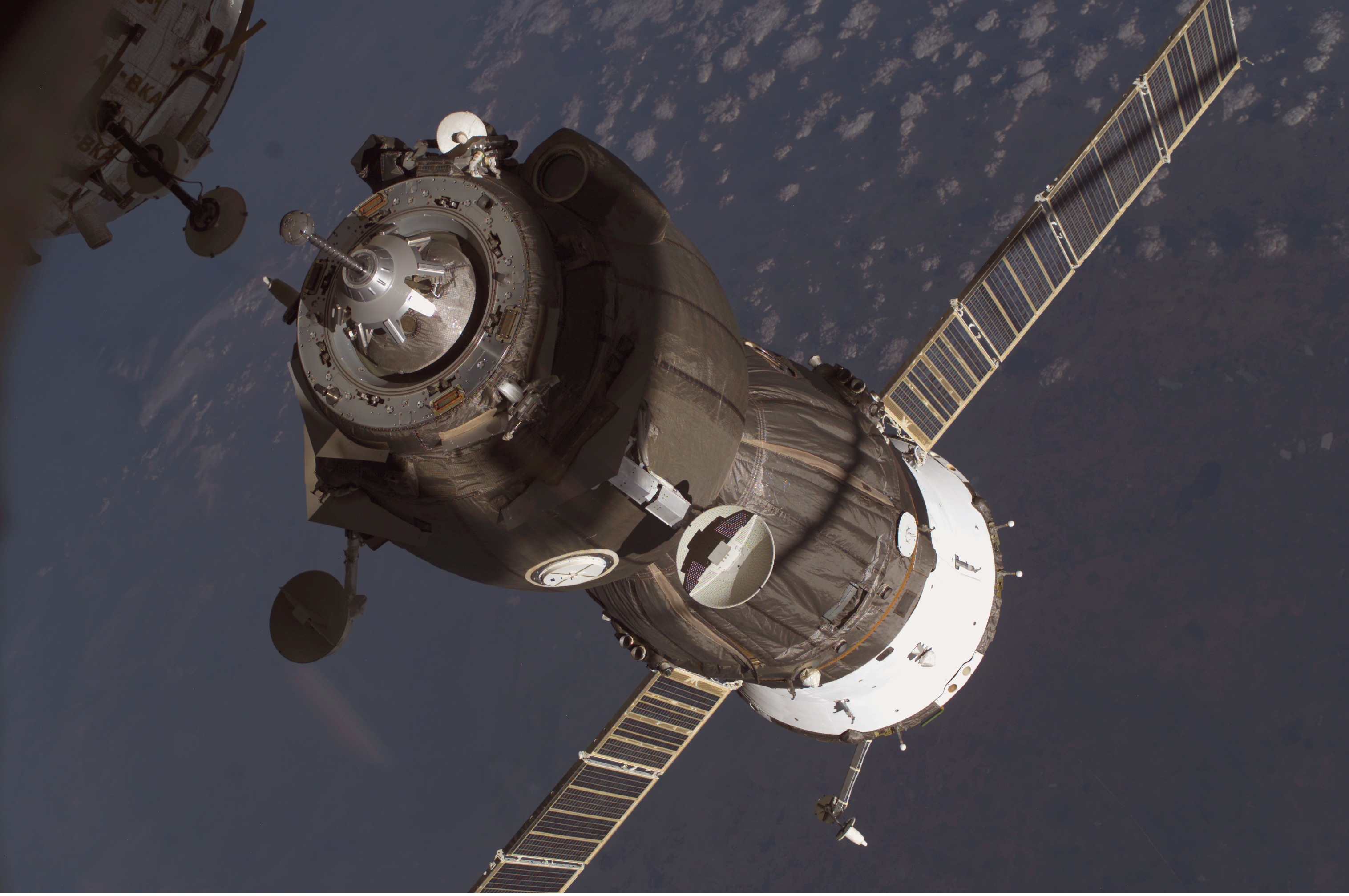
ТМА-12 пристиковується до МКС